# 内部审计师
内部审计是 一种独立、客观的保证与咨询活动，目的是为机构增加 价值并提高机构的运作效率。它采取系统化、规范化的方法来对风险管理、控制及治理程序 进行评估和改善，从而帮助机构实现它的目标。

## 内部审计师的职责
根据国际内部审计师协会的描述，内部审计师的主要职责包括：
- 对风险管理、控制和治理系统正常运行并使公司目标得以实现进行评估及提供合理的保证；
- 直接向审计委员会报告发现的风险管理事项和内部控制不足事项，并在高效率高效能方面提出改善公司运营的建议；
- 评估信息安全及相关的风险；
- 经征询法律顾问意见，评估监管合规计划；
- 评估企业是否为业务中断情况做好准备；
- 保持与管理层和审计委员会的公开的沟通；
- 在适当时与其他内外部资源协作；
- 参与持续教育和员工发展工作；以及
- 为公司反舞弊计划提供支持。

## 内部审计与外部审计的区别
David N. Ricchiute教授 按照控制类型，审计类型和主要审计者区分了内部审计，外部审计与政府审计之间的不同：
| 审计活动 | 控制类型 | 审计类型                                   | 主要使用者         |
| 外部审计 | 社会控制 | 公证审计                                   | 外部财务信息使用者 |
| 内部审计 | 组织控制 | 经营审计                                   | 组织内部成员       |
| 政府审计 | 政府控制 | 财务与法纪审计 经济与效率审计 项目效果审计 | 政府机构           |

## 内部审计师应遵守的职业准则
- 正直(Integrity)

内部审计师的正直建立起信用，从而为其判断的可靠度提供基础。 
- 客观(Objectivity)

在收集、评价和沟通有关被检查的活动或过程的信息中，内部审计师展示其最大限度的 职业客观性。在其作出判断的过程中，不受其个人喜好或他人的不适当影响，内部审计师对 所有相关环境做出公正的评价。 
- 保密(Confidentiality)

内部审计师尊重其收到的信息的价值和所有权，除非是在合法或有职责的情况下，否则没有 适当授权不披露信息。
- 能力(Competency)

内部审计师在工作中应使用在内部审计业务中所需要的知识、技能和经验。

## 内部审计师的认证机构
国际内部审计师协会(IIA)为内部审计资格认证的权威机构。其颁布的道德准则及内部审计标准为国际通用的内部审计准则。通过其考试可获得国际认可的注册内部审计师资质。
考试报名可通过国际内部审计协会各个成员国家和地区的内部审计师协会申请，考试语言可以为英语或本地语言。大中华地区有中国内部审计协会，香港分会和台湾内部审计协会。
注册内部审计师的考试内容包括以下四大部分：
- 内部审计在公司治理，风险評估及内部控制中的作用
- 内部审计实务
- 企业经营分析和信息技术
- 经营管理技术